# 2020–2021-es női EHF-bajnokok ligája
A 2020–2021-es női EHF-bajnokok ligája az európai női kézilabda-klubcsapatok legrangosabb tornájának 28. kiírása volt. Mivel az előző évadban nem hirdettek győztest, nem volt címvédő ebben a szezonban. Magyarországról két csapat kvalifikálta magát. Miután az előző magyar bajnoki szezont a koronavírus-járvány miatt félbe szakították és nem hirdettek végeredményt, a Magyar Kézilabda-szövetség a 2018–2019-es bajnokság végeredménye alapján a Győri Audi ETO KC-t és a FTC-Rail Cargo Hungaria csapatát nevezte erre a szezonra.
A legjobb négy csapat az elmúlt hat szezonban alkalmazott Final Four keretében döntötte el a bajnoki cím sorsát 2021. május 29-30-án Budapesten, a Papp László Sportarénában.
A sorozatot a norvég Vipers Kristiansand nyerte, története során először. A döntőben a francia Brest Bretagne Handball csapatát győzték le 34–28-ra

## Csapatok
Az Európai Kézilabda-szövetség ebben az évben nem rendezett selejtezőt, a jelentkező csapatokról a szövetség 2020. június 19-i ülésén döntöttek.
| Csoportkör                | Csoportkör        | Csoportkör          | Csoportkör              |
| ------------------------- | ----------------- | ------------------- | ----------------------- |
| Podravka Koprivnica       | Team Esbjerg      | Odense Håndbold     | Metz Handball           |
| Brest Bretagne Handball   | SG BBM Bietigheim | Borussia Dortmund   | FTC-Rail Cargo Hungaria |
| Győri Audi ETO KC         | Budućnost         | Vipers Kristiansand | CSM București           |
| CS Oltchim Râmnicu Vâlcea | Rosztov-Don       | CSZKA Moszkva       | Krim                    |

## Csoportkör
A csoportkörben a 16 résztvevő csapatot két darab nyolccsapatos csoportra osztották. A csoporton belül a csapatok oda-vissza vágós rendszerű körmérkőzést játszottak egymással. A csoportok első két helyén végző csapatai egyből a negyeddöntőbe jutottak, a 3-6. helyezettek pedig a nyolcaddöntőbe.

### A csoport
| #  | Csapat                  | M  | Gy | D | V  | G+  | G–  | Gk  | P  |
| -- | ----------------------- | -- | -- | - | -- | --- | --- | --- | -- |
| 1. | Rosztov-Don             | 14 | 10 | 1 | 3  | 331 | 308 | +23 | 21 |
| 2. | Metz Handball           | 14 | 10 | 0 | 4  | 389 | 354 | +35 | 20 |
| 3. | CSM București           | 14 | 8  | 1 | 5  | 331 | 309 | +22 | 17 |
| 4. | FTC-Rail Cargo Hungaria | 14 | 8  | 0 | 6  | 386 | 378 | +8  | 16 |
| 5. | Vipers Kristiansand     | 14 | 7  | 2 | 5  | 327 | 320 | +7  | 16 |
| 6. | Team Esbjerg            | 14 | 5  | 2 | 7  | 374 | 351 | +23 | 12 |
| 7. | Krim                    | 14 | 2  | 3 | 9  | 325 | 375 | –50 | 7  |
| 8. | SG BBM Bietigheim       | 14 | 1  | 1 | 12 | 318 | 386 | –68 | 3  |

| ROS   | MET   | CSM   | FTC   | VIP   | ESB   | KRI   | BIE   |
| ----- | ----- | ----- | ----- | ----- | ----- | ----- | ----- |
|       | 30–26 | 0–10  | 26–24 | 10–0  | 28–24 | 23–23 | 27–21 |
| 27–26 |       | 25–22 | 30–29 | 28–29 | 31–29 | 33–27 | 36–27 |
| 22–27 | 31–26 |       | 25–19 | 22–29 | 28–26 | 22–22 | 10–0  |
| 25–26 | 32–30 | 31–27 |       | 30–28 | 24–28 | 32–25 | 24–35 |
| 23–24 | 0–10  | 30–25 | 26–31 |       | 28–28 | 37–30 | 10–0  |
| 24–25 | 25–28 | 29–30 | 21–24 | 27–27 |       | 33–23 | 37–29 |
| 28–27 | 22–26 | 23–25 | 26–32 | 26–27 | 0–10  |       | 28–26 |
| 31–32 | 25–33 | 22–32 | 25–29 | 29–33 | 26–33 | 22–22 |       |

### B csoport
| #  | Csapat                 | M  | Gy | D | V  | G+  | G–  | Gk   | P  |
| -- | ---------------------- | -- | -- | - | -- | --- | --- | ---- | -- |
| 1. | Győri Audi ETO KC      | 14 | 10 | 4 | 0  | 457 | 353 | +104 | 24 |
| 2. | CSZKA Moszkva          | 14 | 11 | 1 | 2  | 404 | 350 | +54  | 23 |
| 3. | Brest Bretagne         | 14 | 6  | 5 | 3  | 384 | 349 | +35  | 17 |
| 4. | Odense Håndbold        | 14 | 6  | 1 | 7  | 384 | 370 | +14  | 13 |
| 5. | Budućnost Podgorica    | 14 | 5  | 2 | 7  | 363 | 377 | –14  | 12 |
| 6. | SCM Râmnicu Vâlcea     | 14 | 5  | 0 | 9  | 263 | 319 | –56  | 10 |
| 7. | Borussia Dortmund      | 14 | 4  | 1 | 9  | 347 | 391 | –44  | 9  |
| 8. | RK Podravka Koprivnica | 14 | 2  | 0 | 12 | 326 | 419 | –93  | 4  |

| ETO   | MOS   | BRE   | ODE   | BUD   | VAL   | DOR   | POD   |
| ----- | ----- | ----- | ----- | ----- | ----- | ----- | ----- |
|       | 31–24 | 27–27 | 32–25 | 34–29 | 38–31 | 38–25 | 43–28 |
| 27–27 |       | 25–24 | 27–23 | 27–23 | 30–20 | 35–28 | 30–26 |
| 25–25 | 28–30 |       | 32–21 | 28–28 | 28–21 | 33–33 | 32–25 |
| 32–32 | 26–25 | 24–31 |       | 30–21 | 25–26 | 32–27 | 35–20 |
| 21–26 | 22–25 | 22–22 | 27–24 |       | 29–28 | 31–27 | 33–26 |
| 20–37 | 24–34 | 10–0  | 21–30 | 25–23 |       | 0–10  | 0–10  |
| 24–34 | 28–29 | 29–41 | 32–24 | 26–28 | 0–10  |       | 32–31 |
| 15–33 | 20–36 | 29–33 | 17–33 | 29–26 | 25–27 | 25–26 |       |

## Egyenes kieséses szakasz

### Nyolcaddöntő
Az EHF döntése értelmében minden csapatot továbbjuttatott a nyolcaddöntőbe, ahol oda-vissza meccset kellett játszani, majd összesítésben a győztes mehetett tovább a negyeddöntőkbe.
 
Mivel a Dortmund nem tudott kiállni a Metz elleni meccseken, így az EHF 10–0-ás győzelmekkel illette a Metz csapatát és ezzel továbbjuttatta.
| 1. csapat              | Össz. | 2. csapat               | 1. mérk. | 2. mérk. |
| ---------------------- | ----- | ----------------------- | -------- | -------- |
| SCM Râmnicu Vâlcea     | 51–54 | CSM București           | 24–33    | 27–21    |
| Team Esbjerg           | 54–63 | Brest Bretagne Handball | 27–33    | 27–30    |
| ŽRK Budućnost          | 50–48 | FTC                     | 22–19    | 28–29    |
| Vipers Kristiansand    | 65–62 | Odense Håndbold         | 35–36    | 30–26    |
| RK Podravka Koprivnica | 44–71 | Rosztov-Don             | 20–29    | 24–42    |
| SG BBM Bietigheim      | 48–69 | Győri Audi ETO KC       | 20–37    | 28–32    |
| RK Krim Ljubljana      | 46–47 | CSKA Moszkva            | 25–20    | 21–27    |
| BVB Dortmund           | 0–20  | Metz Handball           | 0–10     | 0–10     |

### Negyeddöntők
Egy oda-vissza vágó után dőlt el a Final Fourba jutás.
| 1. csapat               | Össz. | 2. csapat         | 1. mérk. | 2. mérk. |
| ----------------------- | ----- | ----------------- | -------- | -------- |
| CSM București           | 51–51 | CSKA Moszkva      | 32–27    | 19–24    |
| Brest Bretagne Handball | 60–50 | Metz Handball     | 34–24    | 26–26    |
| ŽRK Budućnost           | 40–54 | Győri Audi ETO KC | 19–30    | 21–24    |
| Vipers Kristiansand     | 57–50 | Rosztov-Don       | 34–27    | 23–23    |

### Final Four
A női kézilabda Bajnokok Ligája történelmében nyolcadszor döntött a végső győztesről a Final Four. A mérkőzéseket 2021. május 29-30-án rendezték Budapesten, a Papp László Sportarénában.
|  |                     |                     |                     |                     |    |                |                |       |
|  | Elődöntők           | Elődöntők           | Elődöntők           |                     |    | Döntő          | Döntő          | Döntő |
|  | Elődöntők           | Elődöntők           | Elődöntők           |                     |    | Döntő          | Döntő          | Döntő |
|  | május 29.           |                     |                     |                     |    |                |                |       |
|  |                     |                     |                     |                     |    |                |                |       |
|  | Győri Audi ETO      | Győri Audi ETO      | 25                  |                     |    |                |                |       |
|  | Győri Audi ETO      | Győri Audi ETO      | 25                  | május 30.           |    |                |                |       |
|  | Brest Bretagne      | Brest Bretagne      | 27                  |                     |    |                |                |       |
|  | Brest Bretagne      | Brest Bretagne      | 27                  |                     |    | Brest Bretagne | Brest Bretagne | 28    |
|  | május 29.           |                     |                     |                     |    | Brest Bretagne | Brest Bretagne | 28    |
|  |                     |                     | Vipers Kristiansand | Vipers Kristiansand | 34 |                |                |       |
|  | Vipers Kristiansand | Vipers Kristiansand | Vipers Kristiansand | Vipers Kristiansand | 34 | 33             |                |       |
|  | Vipers Kristiansand | Vipers Kristiansand |                     |                     |    |                |                |       |
|  | CSKA Moszkva        | CSKA Moszkva        | 30                  |                     |    |                |                |       |
|  | CSKA Moszkva        | CSKA Moszkva        | 30                  | Bronzmérkőzés       |    |                |                |       |
|  |                     |                     |                     |                     |    |                |                |       |
|  | május 30.           |                     |                     |                     |    |                |                |       |
|  |                     |                     |                     |                     |    |                |                |       |
|  | Győri Audi ETO      | Győri Audi ETO      | 32                  |                     |    |                |                |       |
|  | Győri Audi ETO      | Győri Audi ETO      | 32                  |                     |    |                |                |       |
|  | CSKA Moszkva        | CSKA Moszkva        | 21                  |                     |    |                |                |       |
|  | CSKA Moszkva        | CSKA Moszkva        | 21                  |                     |    |                |                |       |

## Statisztikák

### Góllövőlista
| #   | Játékos              | Csapat                  | Gól |
| --- | -------------------- | ----------------------- | --- |
| 1.  | Ana Gros             | Brest Bretagne Handball | 135 |
| 2.  | Cristina Neagu       | CSM București           | 115 |
| 3.  | Veronica Kristiansen | Győri Audi ETO KC       | 97  |
| 4.  | Jovanka Radičević    | ŽRK Budućnost           | 94  |
| 5.  | Dejana Milosavljević | Podravka Koprivnica     | 88  |
| 6.  | Stine Bredal Oftedal | Győri Audi ETO KC       | 86  |
| 7.  | Lois Abbingh         | Odense Håndbold         | 84  |
| 7.  | Estelle Nze Minko    | Győri Audi ETO KC       | 84  |
| 9.  | Mette Tranborg       | Team Esbjerg            | 77  |
| 10. | Julija Manaharova    | Rosztov-Don             | 71  |

Utolsó frissítés: 2021. május 29.

## Díjak

### All-Star csapat
Az All-Star csapat 50 jelöltjét az EHF, újságírók, szakértők és szponzorok állították össze. Rájuk szavazhattak a szurkolók a Final Four előtt öt héten keresztül. A határidőig beérkezett több mint 26 000 szavazat alapján a szezon All-Star csapatát a Final Four előtt, 2021. május 28-án hirdették ki.
| Kapus      | Amandine Leynaud | Győri Audi ETO KC   |
| Balszélső  | Majda Mehmedović | ŽRK Budućnost       |
| Balátlövő  | Cristina Neagu   | CSM București       |
| Irányító   | Stine Oftedal    | Győri Audi ETO KC   |
| Beálló     | Pauletta Foppa   | Brest Bretagne      |
| Jobbátlövő | Nora Mørk        | Vipers Kristiansand |
| Jobbszélső | Lukács Viktória  | Győri Audi ETO KC   |

### Egyéni díjak
- MVP:  Henny Reistad (Vipers Kristiansand)
- Legjobb edző:  Ole Gustav Gjekstad (Vipers Kristiansand)
- Legjobb fiatal játékos:  Henny Reistad (Vipers Kristiansand)
- Legjobb védőjátékos:  Eduarda Amorim (Győri Audi ETO KC)

## A Final Four játékvezetői
A Női EHF-bajnokok ligája Final Fourjában a 2020-21-es kiírásában portugál-román-görög-és szerb női játékvezetőpárosok működtek közre:
| Portugál | Marta Sa Vania Sa                    |
| Szerb    | Vanja Antić Jelena Jakovljević       |
| Görög    | Ioanna Christidi Ioanna Papamattheou |
| Román    | Cristina Nastase Simona Raluca       |

A Győri Audi ETO KC-Brest Bretagne Handball összecsapását a portugál ikerpár, Marta Sa és Vania Sa, a Vipers Kristiansand-CSKA Moszkva párharcot a szerb Vanja Antić és Jelena Jakovljević játékvezető párosok vezették az elődöntőkben; míg a bronzmérkőzést a görög Ioanna Christidi és Ioanna Papamattheou páros, a döntőt pedig a román Cristina Nastase és Simona Raluca páros vezényelte le.

## Külső hivatkozások
- Hivatalos oldal Archiválva 2020. október 11-i dátummal a Wayback Machine-ben